# Palpimanus meruensis
Palpimanus meruensis is een spinnensoort uit de familie Palpimanidae. De soort komt voor in Tanzania.